# Taiobeiras
Taiobeiras là một đô thị thuộc bang Minas Gerais, Brasil. Đô thị này có diện tích 1194,23 km², dân số năm 2007 là 29732 người, mật độ 25,4 người/km².